# 渋谷重国
渋谷 重国（しぶや しげくに）は、平安時代末期から鎌倉時代初期の武将。河崎重家の子。桓武平氏の流れをくむ秩父氏の一族。 

## 系譜
『畠山系図』によると、父・重家や祖父・基家（秩父武綱）は武蔵国橘樹郡（川崎市川崎区）に住して河崎を称した。
重家の代に、禁裏の賊を退治したことにより堀河天皇より渋谷の苗字を賜り、金王八幡宮を累代の鎮守と崇め、その周囲に館を構え居城とし、これが現在の渋谷の発祥ともいわれる。
重国の代の応保年間、武蔵国豊嶋郡谷盛（東京都渋谷区・港区）から相模国高座郡渋谷荘（神奈川県綾瀬市・藤沢市・大和市）までを領して渋谷荘司と称した。

## 生涯
平治の乱では源義朝の陣に従う。『吾妻鏡』によると、義朝が敗れたのち、所領を失って陸奥国へ逃れようとした佐々木秀義とその子らを渋谷荘に引き留めて援助し、秀義を婿に迎えている。治承4年（1180年）8月の源頼朝挙兵では秀義の息子たちは頼朝に従い、重国は頼朝から加勢を打診されたが、平氏に対する旧恩から石橋山の戦いで平家方の大庭景親の軍に属した。石橋山の戦いで頼朝が敗れると、8月26日、景親が重国のもとを訪れ、頼朝に従った佐々木兄弟の妻子を捕らえるよう要請する。重国は「彼らが旧恩のため源氏の元に参じるのを止める理由はない。私はあなたの要請に応じて外孫の佐々木義清を連れて石橋山に参じたのに、その功を考えず定綱らの妻子を捕らえよとの命を受けるのは本懐ではない」と拒否したために、景親はそのまま戻っている。夜になって佐々木兄弟は途中で行き会った阿野全成を伴って重国の館へ帰着した。重国は喜んで彼らを匿ってもてなしたという。
その後、頼朝に臣従して所領を安堵され、子の高重と共に御家人となる。元暦元年（1184年）正月の源範頼率いる源義仲追討軍に高重と共に参加。重国は範頼・義経と共に後白河法皇が幽閉されていた六条殿へ参じ、仙洞御所の警護にあたった。2月に捕虜となった義仲の家臣樋口兼光を重国が預かり、郎党が首を切ろうとしたが斬り損じたため、高重が兼光を斬った。
高重は武勇人柄ともに頼朝の覚えめでたかったが、重国のもう一人の子の重助は文治元年（1185年）4月の御家人たちによる無断任官問題で頼朝の怒りを買っている。
『吾妻鏡』に見える重国の最後の記録は、建久5年（1194年）12月15日条の導師を迎える馬の割り当て記事である。

## 子孫
- 家督は次男の渋谷高重が継いだ。
- 長男の渋谷光重は渋谷上庄・美作河合郷などを相伝。1247年の宝治合戦の恩賞として薩摩国の高城郡・東郷別府・入来院・祁答院・鶴田を下賜され、光重は長男の重直を相模国の渋谷荘に留め、他の5人の男子に薩摩の各領地を与え、それぞれ東郷氏 (薩摩国)、祁答院氏、薩摩鶴田氏、入来院氏、高城氏 (薩摩国)となる。
- 平安時代に武蔵に移住した渋谷氏は谷盛七郷(渋谷、佐々木、赤坂、飯倉、麻布、一ツ木、今井)などを領有して渋谷城を構え、東京都渋谷区の「渋谷」の地名の発祥となった。